# Bleiburška tragedija
Bleiburška tragedija i Križni put (vidi terminologiju) su najčešći nazivi koji se koriste kako bi opisali događanja koja su uslijedila nakon neuspješnog pokušaja predaje pripadnika poraženih vojski Savezničkim Britanskim postrojbama u blizini koruškog gradića Bleiburga u današnjoj Austriji, neposredno nakon završetka Drugog svjetskog rata. Pripadnici poraženih vojski su nakon neuspješnih pregovora s britanskim i partizanskim zapovjednicima bezuvjetno položili oružje na Bleiburškom polju 15. svibnja 1945. nakon čega su od Britanaca, zajedno s većim brojem civila koji su im bili u pratnji, izručeni jedinicama NOVJ, tada već združenim u JNA; desetljećima poslije trajala je rasprava u kojoj su mjeri viša britanske vojne i političke vlasti sudjelovale u toj odluci i u kojoj im je mjeri bilo poznato da jugoslavenske komunističke postrojbe ubijaju zarobljenike. 
Nakon predaje uslijedio je prisilni povratak zarobljenika u Jugoslaviju tijekom kojeg je dio zarobljenika ubijen na području današnje Slovenije u masovnim pogubljenjima koja su proveli partizani, dio je ubijen ili je umro od iznemoglosti tijekom dugih marševa smrti, a dio je umro kasnije u radnim logorima od raznih bolesti i loših uvjeta života. Takvo postupanje partizana prema ratnim zarobljenicima predstavlja najveći ratni zločin u razdoblju neposredno nakon rata, a često se opravdava osvetničkim, ali i političkim motivima koje su partizani pod zapovjedništvom KPJ imali. 
Početkom svibnja 1945. osovinski hrvatski i manjim dijelom crnogorski vojnici iz sastava četničkih postrojbi koje su poslije tzv. Bitke na Lijevča polju u travnju 1945. god. došli pod zapovjedništvo NDH, uz tisuće pripadnika slovenskih Belogardejaca i ruskih Kozaka iz sastava XV. SS kozačkog konjaničkog korpusa koji je bio stacioniran na području ondašnje Jugoslavije još od 1943., zajedno s velikim brojem civila povlačili su se pred napredovanjem Jugoslavenske armije i Bugarske carske vojske, te su doprli do teritorija Austrije koji je već tada bio pod okupacijom britanskih i američkih snaga kojima su se naumili predati. Suprotno njihovim očekivanjima, Britanske snage su im zapriječile put i naložile predaju u ruke jugoslavenskih partizana što su na kraju poraženi vojnici u bezizlaznoj situaciji i prihvatili te su 15. svibnja 1945. položili oružje na Bleiburškom polju. Prema službenim izvorima u završnim operacijama rata zarobljeno je ukupno preko 340.000 vojnika Sila Osovine, od čega su oko 120.000 vojnika bili pripadnici kvislinških vojski s teritorija bivše Jugoslavije (ustaše i domobrani iz NDH, četnici s teritorija današnje Srbije, Crne Gore i Bosne i Hercegovine te slovenski belogardejci). Nakon zarobljavanja kod Bleiburga, snage Jugoslavenske armije su zarobljene vojnike i civile s Bleiburga povukle dublje na područje pod svojom kontrolom, te su veliki broj tih ljudi pobili u masovnim zločinima kod Teznog, u Barbarinu rovu, na Kočevskom Rogu, Maceljskoj šumi, te na mnogo drugih manjih stratišta diljem bivše Jugoslavije tijekom marševa smrti koji su uslijedili nakon predaje partizanskim snagama. 
Točan broj ubijenih u događanjima prije i nakon predaje na Bleiburškom polju ni do danas nije precizno utvrđen. U komunističkoj Jugoslaviji nakon rata, pa sve do raspada Jugoslavije, javno se nije govorilo o nikakvim masovnim ubojstvima i drugim zločinima koje su u Drugom svjetskom ratu počinile snage pod kontrolom komunista. Takve teme su bile tabu, a o njima se nije pisalo niti ih se istraživalo sve do trenutka raspada Jugoslavije. 
Kao najpouzdanije procjenama broja žrtava, zbog neprovođenja sveobuhvatnih forenzičkih istraživanja, smatraju se one napravljene na osnovu demografskih istraživanja. Prema istraživanjima demografa Vladimira Žerjavića koja su provedena i objavljena 1990., nakon osamostaljenja Republike Hrvatske, a čije se procjene do boljeg utvrđivanja pojedinosti o gubilištima uzimaju kao najvjerodostojnije, ukupan broj žrtava u događajima prije i nakon predaje na Bleiburgu kreće se oko 65.000 - 67.000 pobijenih, od kojih 45.000 do 55.000 Hrvata i Bošnjaka, 8.000 do 10.000 Slovenaca te oko 2.000 Srba i Crnogoraca. Žerjavić 1995. iznosi dodatne procjene kako je 45.000 Hrvata i 4.000 Bošnjaka živote izgubilo u blizini Bleiburga ili tijekom marševa smrti koji su uslijedili nakon predaje. Od Hrvata, Žerjavić ocjenjuje da je 11.600 osoba izgubilo živote u akcijama prije predaje, a 33.300 nakon predaje. Druge procjene svih žrtava kreću se od 35.000 pa čak do prijeko milijun pobijenih (pretežno iz izvora bliskim hrvatskoj emigraciji, tradicionalno sklonom NDH režimu), a brojne rasprave o razmjerima Bleiburške tragedije mjerene u ljudskim životima traju i danas. Hrvatska državna komisija za utvrđivanje ratnih i poratnih žrtava 90-ih je poimenično popisala 13.300 Hrvata iz Hrvatske i BiH stradalih vezano za Bleiburg, od kojih 11.096 vojnika NDH, te 2.204 "ostalih ili neidentificiranih". Martina Grahek Ravančić navodi da je prema stanju povijesne znanosti 2025. godine broj žrtava Bleiburga i Križnog puta koji je uslijedio pravilno procijeniti s 80 do 90 tisuća Hrvata, 13 do 14 tisuća Slovenaca i 2 tisuće srpskih i crnogorskih četnika.
Stradanje hrvatskih ratnih zarobljenika nakon predaje na Bleiburgu događalo se u sklopu postupanja jugoslavenskih snaga s drugim zarobljenim osovinskim vojnicima. Procjenjuje se da je Jugoslavenska armija na kraju II. svjetskog rata zarobila 194.000 njemačkih vojnika, od kojih je pobijeno i od bolesti narednih nekoliko mjeseci pomrlo njih između 80 i 100 tisuća; jugoslavenski službeni izvori su potom priznavali svega 15.028 njemačkih ratnih zarobljenika pomrlih u jugoslavenskom zarobljeništvu.

## Terminologija
Za stradanja zarobljenih vojnika koji su se predali na Bleiburškom polju ili su se predali ili bili zarobljeni drugdje u području današnje Koruške, Slovenije i općenito na granici s Austrijom, gdje su bili zaustavljeni od savezničke britanske vojske, koriste se mnogi nazivi. Osim naziva Bleiburška tragedija, u Hrvatskoj se koriste još i nazivi Križni put, Bleiburški pokolj, Bleiburški masakr, Zločin u Bleiburgu, Slučaj Bleiburg ili jednostavno Bleiburg. Kritičari prigovaraju korištenju takvih naziva jer povijesni izvori ne pokazuju da je na samom Bleiburškom polju bilo masovnih likvidacija. Križni put je također naziv za marševe smrti koji su uslijedili nakon predaje poražene vojske NDH na Bleiburgu.
U literaturi na engleskom jeziku koristi se često termin "Bleiburg repatriations" ("Bleiburške repatrijacije"), koji najčešće uključuje dio događaja koji je ključan za ulogu britanskih snaga i zapovjedništava, a manje se bavi onim što je nakon predaje vojnika na Bleiburgu uslijedilo. U Sloveniji se događaji iz svibnja 1945. nazivaju Vetrinjska tragedija, po slovenskom nazivu za austrijski gradić Viktring gdje je bio smješten jedan od zarobljeničkih logora pod upravom savezničkih snaga.

## Pozadina i povijesne okolnosti

### Okupacija i podjela Jugoslavije
Kada je Drugi svjetski rat izbio 1939., vlada Kraljevine Jugoslavije proglasila je neutralnost. Do početka 1941. većina njezinih susjeda pridružila se Trojnom paktu. Jugoslavija je također bila pod jakim pritiskom da se pridruži osovinskim silama, pa u ožujku 1941. jugoslavenska vlada popušta i pristupa savezu sila osovine, iste godine kada nacistička Njemačka, nekoliko mjeseci kasnije, napada Sovjetski Savez. U Beogradu su izbili prosvjedi protiv te odluke, a 27. ožujka opozicija je svrgnula vladu u državnom udaru. Nova jugoslavenska vlada odbila je ratificirati potpisivanje Tripartitnog pakta, iako ga nije isključila. Adolf Hitler reagira pokretanjem invazije na Jugoslaviju 6. travnja 1941., u savezništvu s snagama Italije i Mađarske.
Dana 10. travnja njemačke trupe ulaze u Zagreb, a istoga dana uspostavljena je njemačko-talijanska marionetska država, Nezavisna Država Hrvatska. Ustaše dolaze na vlast uz Hitlerovu potporu, a on je imenuje Antu Pavelića poglavnikom. Jugoslavija je kapitulirala nekoliko dana kasnije, već 17. travnja. Ustaše, posve marginalni ekstremistički pokret u predratnoj Hrvatskoj, na sve načine pokušavaju zadobiti širu potporu među Hrvatima i bošnjačkim Muslimanima, ali u tome nikada nisu uspjele. Veliki udarac njihovoj popularnosti nanijela je predaja dijela teritorija Italiji. Poseban status unutar marionetske države dobila je njemačka manjina, čiji su članovi služili u vojnim snagama NDH (Einsatzstaffel), a bili su organizirani kao autonomno tijelo. Od 1942. članovi njemačke manjine uključuju se u SS diviziju Prinz Eugen.

### Ustaški teror i genocid nad Srbima, Romima i Židovima u NDH
Nakon okupacije i podjele Jugoslavije, njemačke i druge okupacijske snage uvode antisemitske zakone u skladu s nacističkim planom za Konačno rješenje. U NDH ustaše donose vlastite rasne zakone, te započinju kampanju genocida nad Srbima, pravoslavnim kršćanima, kao i nad židovskim i romskim stanovništvom diljem zemlje. Uspostavljen je sustav koncentracijskih logora, od kojih je najveći bio Sabirni logor Jasenovac, gdje je ubijeno, prema suvremenim procjenama, između 77.000 i 100.000 ljudi, prvenstveno Srba, Židova i Roma, ali i Hrvata i Bošnjaka antifašista. Tijekom Holokausta Ustaše su istrijebile između 29.000 i 31.000 Židova, odnosno čak 79% od njihova prijeratnog stanovništva u NDH. Također, Ustaše su gotovo u potpunosti istrijebile romsko stanovništvo koje je prije rata brojalo oko 25.000 ljudi.
Ustaše nisu ubijale samo Srbe, Židove i Rome u sklopu državnog projekt genocida nad tim etničkim skupinama, već su u sklopu svog zločinačkog poduhvata progonili i brojne Hrvate koji se nisu slagali s njihovim ciljevima i politikom. Među žrtvama bili su komunisti, pripadnici Hrvatskog seljačkog saveza (HSS) i drugi politički neistomišljenici, koji su smatrani neprijateljima režima. Ustaški režim je sustavno provodio teror nad svima koji su izražavali otpor ili su označeni kao „protuhrvatski“. Hrvatski komunisti i socijalisti bili su posebno ciljani, a tisuće su ih likvidirane ili zatvarane u koncentracijske logore poput Jasenovca, gdje su mnogi Hrvati stradali kao „izdajice“ režima. Ustaše su koristile prijeke sudove koji su donosili smrtnu kaznu za najmanji oblik neslaganja, uključujući i posjedovanje radija ili slušanje neprijateljskih izvora. Ovakav teror nad Hrvatima disidentima pokazuje brutalnost režima prema svima koji nisu podržavali njihovu ideologiju i ciljeve.

### Aktivnosti komunista i partizana u Jugoslaviji
Komunistička partija Jugoslavije (KPJ) uglavnom je bila neaktivna dok je Pakt Molotov-Ribbentrop između Njemačke i Sovjetskog Saveza bio na snazi. Tijekom tog razdoblja, Sovjetski Savez gajio je prijateljske odnose s Njemačkom i čak razmatrao priznanje NDH. Tek nakon nacističke invazije na Sovjetski Savez 1941., komunistički vođeni partizani uputili su poziv na općenarodni ustanak. Josip Broz Tito, vođa KPJ, postao je vrhovni zapovjednik partizanskih snaga. Komunističko vodstvo vidjelo je rat kao priliku za revoluciju i uspostavu totalitarnog režima u sovjetskom stilu. Sve do prve polovice 1942., tijekom razdoblja opisanog kao "crveni teror", njihove jedinice bile su uključene u masovna ubojstva percipiranih klasnih neprijatelja, što je ugrožavalo potporu u narodu pa je stoga komunističko vodstvo bilo primorano promijeniti pristup, manje se usredotočiti na klasnu borbu, te klasne obračune odgoditi za poslijeratno razdoblje.
Četnici i partizani, dvije glavne gerilske jedinice otpora okupatoru, u početku su surađivali protiv osovinskih snaga, ali njihova suradnja ubrzo se raspala, te su se okrenuli jedni protiv drugih. Zbog suradnje četnika s osovinskim snagama, saveznička potpora je na kraju prešla na stranu partizana. Godine 1943. saveznici su i službeno priznali partizane kao savezničku borbenu silu. Winston Churchill istaknuo je snagu i važnost partizana te savjetovao jugoslavenskoj vladi u izbjeglištvu da postigne dogovor s Titom, čije su partizanske snage pridobile potporu među svim etničkim skupinama.

### Završne ratne operacije u Jugoslaviji
Uključivanje pješadijskih snaga Crvene armije u Beogradsku ofenzivu kao i logistička podrška zapadnih saveznika dovele su do pojačanja partizaniskih ofenzivnih akcija. Do kraja 1944., uz pomoć Crvene armije, partizani su preuzeli kontrolu na području Srbije, sjeverne Makedonije, Crne Gore i Dalmacije. Njemačke snage, zajedno s Nedićevcima, pripadnicima srpskih kvislinških snaga odanih njemačkom okupatoru, povlačile su se iz Srbije. Wermacht i vojska NDH uspostavili su front u Srijemu kako bi omogućili povlačenje Grupe E njemačke vojske s Balkana.  
Kako je snaga partizana jačala tako je raslo i nezadovoljstvo s ustaškim i nacističkim vlastima, a NDH je imala velike probleme prilikom mobilizacije dodatnih vojnih snaga. Kada je u kolovozu 1944 u NDH propao pokušaj državnog prevrata, poznat pod imenom Urota Lorković-Vokić, svi urotnici su uhićeni i pogubljeni. Njihovi vođe zagovarali su prelazak NDH na stranu Saveznika. Takva događanja dodatno su demoralizirala vojsku NDH, a kako se rat nastavljao stopa dezertiranja je porasla, posebno među domobranima, pripadnicima regularne vojske NDH.
U studenom 1944. provedena je reorganizacija vojske NDH kada su pod imenom Hrvatske oružane snage ustaše i domobrani objedinjeni u jedinstvenu vojsku. Pavelić je 13. siječnja 1945. naredio temeljitije spajanje Hrvatskih domobrana i Ustaške vojnice i time stvorio jedinstvenu vojsku koja je brojala do 280.000 ljudi, ako se tu uračunaju i vojne postrojbe sastavljene uglavnom od hrvatskih vojnih obveznika, koje su kao dijelovi Wehrmactha, Njemačke policije u NDH i SS-a bile pod izravnim njemačkim zapovjedništvom. Do tada su partizani zarobljene domobrane obično ismijavali, ponižavali i nakon toga puštali kućama ako se nisu htjeli priključiti revoluciji, ali to se preko noći promijenilo pa je njihovo zarobljavanje od početka 1945. značilo gotovo sigurnu smrt jer nije postojao pouzdan način da ih razlikuju od ustaških postrojbi.
I neki četnici, kao oni iz Dinarske četničke divizije pod zapovjedništvom Momčila Đujića, nastavili su surađivati sa snagama Osovine. Đujićeve postrojbe borile su se rame uz rame s njemačkom vojskom i ustašama krajem 1944. u Bitci za Knin protiv partizanskog 8. dalmatinskog korpusa. Bitka je završila pobjedom partizana, a Dinarska četnička divizija počela se povlačiti u smjeru Slovenije. Pavelić je osobno izdao naređenje o slobodnom prolasku te zloglasne četničke divizije kroz teritorij pod kontrolom NDH i dao im je precizne naredbe o smjeru kretanja. Kako je predviđeni smjer kretanja prolazio kroz teritorij pod partizanskom kontrolom, a i zbog toga što Đujić nije vjerovao Paveliću zbog ranijih slučaja ubojstva četnika koji su prolazili kroz NDH od strane ustaša, Đujić se povlačio alternativnom rutom u dogovoru s lokalnim zapovjednicima Wermachta; pritom su pljačkali civile i palili kuće, te pobili stanoviti broj ljudi.
Do početka 1945. partizanske formacije NOVJ su se već reformirale u Jugoslavensku armiju čijih je 800.000 boraca bilo organizirano u pet korpusa. Njihovo djelovanje bilo je usmjereno na proganjanje ostataka poražene Njemačke i vojske NDH. U ožujku 1945. 4. korpus JNA napredovao je kroz Liku, Primorje i Kvarner. Najveći dio Bosne i Hercegovine bio je u partizanskim rukama još od kraja travnja. 12. travnja 1945. napravljen je proboj na Srijemskom frontu što je ubrzalo povlačenje njemačke vojske koja se povlačila s Balkana još od listopada 1944. pa su 1. i 3. korpus JNA počeli napredovati kroz Slavoniju prema zapadu. Pod kontrolom vlasti NDH bio je još samo sjeveroistočni dio Hrvatske s glavnim gradom Zagrebom. U Zagreb su se slijevale brojne izbjeglice iz svih krajeva NDH koja je bila u raspadu, dok su nadirući Partizani provodili osvetu nad zarobljenim pripadnicima HOS-a, kao i nad tisućama civila za koje su sumnjali da bi im mogli biti politički protivnici. U toj situaciji, poput pripadnika drugih vojski osovine, ni ustaše se nisu namjeravale predati Crvenoj armiji, ali ni jugoslavenskim partizanima - za pripadnike oružanih snaga NDH i njima sklone civile, predaja zapadnim saveznicima je bila zadnja nada za spas.

### Susret nadirućih savezničkih snaga u Austriji
Početkom travnja 1945. savezničke armije započele su svoj konačan masovni napad na njemačke položaje u sjevernoj Italiji. Feldmaršal Harold Alexander, vrhovni saveznički zapovjednik na Sredozemlju hrabrio je svoje armije riječima: "…potreban je samo jedan snažan udarac da ih (Nijemce) se izbriše zauvijek. Došao je tren da krenemo u posljednju bitku koja će dokrajčiti rat u Europi…". Taj snažan udarac započeo je 9. travnja, kada je Osma armija generala Richarda McCeerya strahovito bombardirala utvrđene položaje njemačke Desete armije, čije je desno krilo dodirivalo Jadran. General von Vietinghoff potpisao je 29. travnja predaju svih snaga pod svojim zapovjedništvom, a taj je sporazum stupio na snagu 2. svibnja. Nakon predaje poražena vojska bježi prema Austriji. Istodobno napreduju prema Beču i Sovjetske snage. Situaciju dodatno komplicira Tito koji je već ušao u austrijsku pokrajinu Korušku. Sa zapada dolazi u taj dio Austrije britanska Osma armija na čijem se čelu nalazio general Sir Richard McCreery. Osma armija bila je sastavljena od dva korpusa: Trinaesti korpus bio je u blizini Titove vojske, a Peti korpus, na čelu s generalom Charlesom Keightleyem, okupirao je južnu Austriju preko jugoslavenske granice na sjeveru.

### Sporazum iz Jalte
Na Konferenciji u Jalti na sovjetskom poluotoku Krimu, 4. veljače 1945. sastali su se Staljin, Roosevelt i Churchill - vođe najvećih savezničkih država antihitlerovske koalicije. Trebalo se dogovoriti o završetku rata i novoj karti poslijeratnog svijeta. Osim o sudbini Njemačke i odluci da se svi raseljeni ljudi podrijetlom iz SSSR-a moraju vratiti kući - uključujući tu i one koji su se tijekom rata borili protiv SSSR-a. O stanovnicima područja Jugoslavije koji su se borili na strani sila Osovine nije se u Jalti ništa odlučilo, pa je u primjenu dolazila Ženevska konvencija o postupanju s ratnim zarobljenicima iz 1929. god., koje su propisivale da ratne zarobljenika valja zaštititi "od djela nasilja", te prema kojima povratak zarobljenika u zemlju iz koje su došli predstavlja pravo zarobljenika, a ne njegovu obvezu.
Staljin i Churchill su se u pogledu Jugoslavije bili dogovorili da na tom prostoru utjecaj zapada i istoka bude pola-pola, tj. o nastavku procesa dogovaranja između jugoslavenskih komunista i građanskih snaga koji je bio označen Sporazumima Tito-Šubašić iz 1944. godine. Međutim su Tito i Staljin vodili računa, kako da onemoguće obnovu starog poretka u Jugoslaviji i uspostave ondje komunističku vladavinu.

## Povlačenje snaga osovine
Probijanje Srijemske fronte u travnju 1945. ubrzalo je povlačenje njemačke vojske i snaga sila osovine koje su se sa cijelog Balkana povlačile još od listopada 1944. Poput drugih osovinskih trupa, ni snage NDH nisu se željele predati nadirućim snagama NOVJ ili Crvene armije iz straha od odmazde. Umjesto toga vodstvo NDH odlučilo je pokušati kroz Sloveniju doprijeti do jugoslavensko-austrijske granice kako bi se predali Britanskim snagama koje su napredovale prema sjeveru iz pravca Italije. U sklopu vlastitog bijega vlasti NDH planirale su, organizirale i provele masovni zbijeg naroda iako za to nije bilo strateških razloga niti je uopće postojalo ciljno odredište koje je bilo u stanju primiti toliki broj civilnih izbjeglica. Odluka vlade NDH o organiziranju povlačenja donesena je još 3. svibnja.
Naime, neki u političkom i vojnom vodstvu NDH i kvislinške Slovenije vjerovali su da će zapadni saveznici htjeti prihvatiti vosku u zbijegu kako bi im pomogla u borbi protiv komunista i podržati ih u ponovnom osvajanju vlasti u Hrvatskoj i Sloveniji. Slovenski biskup Gregorij Rožman apelirao je na saveznike da okupiraju Sloveniju i spriječe komuniste u preuzimanju vlasti. Vodstvo NDH 6. svibnja ukinulo je rasne zakone i  poslalo zahtjev za suradnju sa saveznicima, ali ti pokušaji prelaska na pobjedničku stranu nisu urodili plodom. Iako je moguće kako je vodstvo NDH namjerno širilo paniku, tj. organiziralo zbijeg civila samo kako bi poduprlo tvrdnje da jugoslavenski komunisti ubijaju nevine civile, veliki broj civila koji se priključio zbijegu je drastično usporio povlačenje same vojske i učinio predaju saveznicima neizvedivom. Neki povjesničari smatraju da je veliki broj civila namjerno uključen u operaciju povlačenja kako bi se formirao ljudski živi štit koji bi omogućio usporavanje partizanskog napredovanja i izvlačenje državnog vrha na vrijeme. Većina civilnih izbjeglica prema izvještajima iz tog vremena su imali antikomunističke stavove i pribojavali su se komunističke osvete.
Kako bi osiguralo odstupnicu, ustaško vodstvo organiziralo je obranu Zagreba. Zagreb su branile dijelovi 1. divizije vojske NDH te 41. i 181. njemačka divizija, raspoređeni duž nedovršene utvrđene linije "Zvonimir" između Svetog Ivana Žabnog i Ivanić-Grada. Žestoka bitka s 1. jugoslavenskom armijom trajala je od 5. do 8. svibnja. Najkrvaviji dan u 1240-dnevnoj povijesti 1. proleterske brigade bio je 7. svibnja, s 158 poginulih i 358 ranjenih u borbama za Vrbovec.
Vlada NDH 6. svibnja 1945 bježi iz Zagreba i već 7. svibnja došla nadomak Klagenfurta u Austriji. Dana 7. svibnja 1945. Njemačka se bezuvjetno predala savezničkim silama, označivajući praktični kraj Drugog svjetskog rata u Europi. Njemački akt o predaji primjenjivao se na snage njemačkog Wehrmachta u Jugoslaviji, kao i na druge oružane snage pod njemačkom kontrolom, poput Hrvatskih oružanih snaga. To bi uobičajeno značilo da su i one morale prestati s aktivnostima 8. svibnja i ostati na mjestu gdje su se zatekle. Međutim, vojska NDH i dalje je bila pod neposrednim zapovjedništvom Pavelića. Poglavnik Ante Pavelić je s vojnim vrhom napustio Zaprešić 7. svibnja u večernjim satima s namjerom da se pridruži ostatku vrha NDH u Austriji. Pavelić je na putu prema Austriji, iz Rogaške Slatine, izdao naredbu svojim trupama da se ne predaju partizanima, već da pobjegnu u Austriju, kako bi se provedela odluka vlade NDH od 3. svibnja o bijegu u Austriju. General Alexander Löhr, vrhovni zapovjednik Grupe armija E, pripremajući se za predaju saveznicima, 8. svibnja i službeno je predao zapovjedništvo nad hrvatskim snagama Paveliću.  Nakon kapitulacije Njemačke, Tito je 9. svibnja putem Radio Beograda uputio proglas pozivajući sve oružane kolaboratore na predaju, prijetivši "nemilosrdnim odgovorom" naroda i vojske ako to odbiju.
Divizije triju jugoslavenskih armija progonile su ustaše i osovinske snage koje se nisu predale i koje su nastavile bijeg. Neke jedinice 4. jugoslavenske armije stigle su u Korušku prije ili istovremeno s kolonama koje su se povlačile. Dodatne divizije 3. i 4. armije poslane su u to područje kako bi zauzele južnu Korušku i spriječile povlačenje osovinskih snaga. Jugoslavenska 1. i 2. armija zaustavljene su kod Celja, dok je 3. armija nastavila progon kolona u povlačenju. Usprkos tome, većina vodstva NDH, uključujući Pavelića, uspjela je početkom svibnja pobjeći prvo u Zapadnu Europu pa onda u Latinsku Ameriku, a partizani su uspjeli zarobiti samo jedan mali dio viših časnika vojske NDH.

## Predaja na Bleiburškom polju
Sjedište brigadira Scotta, zapovjednika britanske 38. pješačke brigade, bilo je tada u Bleiburškom zamku, smještenom na brijegu koji dominira cijelim gradićem Bleiburgom. Bliže gradića nalazi se prostrano otvoreno polje omeđeno niskim šumovitim brežuljcima. Prema tom polju prilazilo je mnoštvo ljudi, njih sad znatno više od sto tisuća. Većinu tih ljudi činile su hrvatske trupe i civili, koji su kod Dravograda prešli granicu u nadi da će moći nastaviti dalje na zapad, do Klagenfurta. No, sad su im se na tom putu ispriječile trupe brigadira Scotta, dok su se brojčano jake skupine Titovih partizana raspršile po šumama i zauzele prijeteće, iako još ne i aktivne borbene položaje. Hrvatske su trupe bile naoružane, a britanski stav je bio nepoznat. Brigadir Scott je zatražio daljnje upute: »…Tražimo da Osma armija hitno odluči hoćemo li prihvatiti predaju tih snaga ili ćemo zahtijevati njihov povratak u Jugoslaviju…»
Scott ubrzo dobiva odgovor i na temelju njega izdaje naredbu za izručenje “Jugoslavena“. Skupina viših hrvatskih generala krenula je u pratnji Britanaca na sastanak sa Scottom u Bleiburški dvorac. Scott je u dvorcu primio i vođu partizanskih gonitelja, komesara Milana Bastu («odlučnog mladića u ranim dvadesetim godinama željnog borbe s loše naoružanim i demoraliziranim Hrvatima» - prisjećao se Scott). 
Scott je uspio nagovoriti Bastu kako je najprihvatljivije da uvjeri Hrvate neka odlože oružje i dobrovoljno se predaju. Sljedeći je razgovor Scott vodio s hrvatskim zapovjednikom, generalom Herenčićem, kojeg su Scott i Basta uspjeli prisiliti da prihvati bezuvjetnu predaju (u kojoj vojnici kojima zapovijeda Herenčić ipak dobivaju status ratnih zarobljenika, koje se ne smije mučiti ni ubijati), premda su Britanci sumnjali da će se sve riješiti pravedno kako je i obećano.Basta je pregovore zaključio ovim riječima: »Zahtijevamo bezuvjetnu predaju cijele vojske za jedan sat. Ako prihvatite, žene i djeca mogu se vratiti svojim kućama. Vojnici i časnici ostat će ratni zarobljenici, te ćemo ih povesti u Maribor gdje će im se suditi. Ako ne prihvatite uvjete za petnaest minuta, započeti će opći napad i vi se nećete imati pravo pozivati na međunarodne konvencije Crvenog križa.» Bitno je napomenuti kako su se pregovori u Bleiburškom dvorcu odvijali samo usmeno. Nije vođen nikakav zapisnik niti je potpisan bilo kakav dokument. General Basta uvjerava brigadira Scotta da će se sa svima koji se vrate u Jugoslaviju postupati ljudski i da se Hrvati nemaju čega bojati. Sam Scott je pred vođe Hrvata stavio prijetnju da će "Hrvati, ako krenu prema britanskim crtama, „biti napadnuti ne samo od Jugoslavena, nego i sa svom težinom britanskih i američkih zračnih i kopnenih snaga i sa svačim za čim bi mogao posegnuti“; obzirom da će u takvom slučaju biti „bez sumnje uništeni“ i da je razumnije da se predaju jugoslavenskim snagama i nadaju se boljem ishodu. Odlazeći iz dvorca Thurn–Valsassina, pregovarač NDH Danijel Crljen je prenio: „Imamo rok od jednog sata za predaju partizanima. Englezi peru ruke od svega i podpuno nas prepuštaju njima.“
Makar se Herenčiću ta objava ultimatuma činila ciničnom prijevarom, ocijenivši da nema izbora, Herenčić je kapitulirao. Herenčić naređuje svojim trupama da bace oružje; sam uspijeva pobjeći dublje u Austriju, i potom u Italiju.
Nakon predaje, vojnici i civili vraćeni su na područje Jugoslavije. Druge grupe HOS-a, slovenskih domobrana, te srpskih i crnogorskih četnika predavale su se na području Koruške tijekom prethodnih dana, a neke manje grupe i nakon 15. svibnja. Jugoslavenska armija je bila prisutna na području austrijske pokrajine Koruške do 24. svibnja. Mnogi zarobljeni Hrvati, Slovenci, Crnogorci i Srbi, koji su se prethodnih dana bili predali Britancima ili Amerikancima, bili su smješteni u zarobljeničkim logorima u Koruškoj ili u Italiji; većina njih predana je Jugoslaviji, tj. komunističkoj vlasti.

### Obračun s vojnicima koji su oklijevali s predajom
Franci Strle, slovenski partizan, novinar te viđeniji slovenski autor knjiga partizanske tematike u desetljećima komunističke vladavine, opisuje događaje na Bleiburgu u svojoj knjizi "Veliko finale u Koruškoj" iz 1977. god. Među ostalim, Strle prenosi opis događaja u kojem dio opkoljene vojske, pripadnika snaga Osovine, koji su se u velikoj masi nalazili ispod brežuljaka koje su zaposjeli partizani, nisu u roku od 20 minuta koji su im ostavili Britanci istaknuli bijele zastave. Na njih je prema iskazima u Strleovoj knjizi otvorena vatra iz mitraljeza vatra u trajanju od 15 do 20 minuta. Podatke o broju žrtava tog masakra Strle ne iznosi.
U knjizi Strle prenosi sadržaj intervjua kojega je u pripremi knjige napravio (i o tome 1974. god. sačinio magnetofonski zapis) s generalom JNA Mićom Došenovićem, koji je u svibnju 1945. bio načelnik štaba 14. (slovenske) udarne divizije JA, čiji se jedan bataljun našao na Bleiburgu ("odbor 14. udarne divizije" je pokrovitelj objavljivanja te Strletove knjige iz 1977. god.): 
"Na pitanje može li se pucanje na ustašku kolonu shvatiti kao topničku pripravu, kako se navodi u knjizi 'Završne operacije za oslobođenje Jugoslavije 1944. do 1945.' nasmijao se podrugljivo. 'Bože sačuvaj!', žestoko je rekao. 'Nikakve topničke priprave nije bilo, nikakve. Taj masakr, da ga tako nazovem, učinili su puškomitraljezi šarci. Naglašavam da smo imali idealne položaje i malu udaljenost, a pred sobom gomilu. To nije bio borbeni raspored, to je bila gomila zbijenog ljudstva na cesti i blizu cesti, vozilo do vozila i čovjek do čovjeka..." 
Partizan Jože Petrovčić (kurir u štabu 14. divizije, koji se vozio uz časnike JA koji su sudjelovali u pregovorima i naredili otvaranje vatre na "neprijatelja") također govori o mitraljeskoj vatri koja je otvorena jer nisu sve postrojbe na Bleiburškom polju bile izvjesile bijele zastave točno u od Britanaca zakazanom (kratkom, 20 minuta) vremenu, i iznosi da se "ustaše" nisu uopće branili. Mitraljeska vatra da je trajala čitavih petnaest do dvadeset minuta, nakon čega je glavnina "ustaša" istaknula bijele zastave i predala se. Podatak o broju pobijenih u mitraljeskom masakru, F. Strle nije pribavio.

## Križni put
Već na teritoriju Austrije, pripadnici jugoslavenskih snaga su počeli mučiti i ubijati zarobljenike koje su im predali Britanci: prema suvremenim podatcima, procjenjuje se da je oko 1.000 zarobljenika ubijeno već u Austriji - oko 350 njih je pronađeno na grobištima na teritoriju Austrije, a oko 700 je ekshumirano na obližnjem prostoru Slovenije, gdje su ih jugoslavenske snage prebacile radi pokapanja u masovnu grobnicu u mjestu Leš.
Masovne likvidacije izvršene su kod Maribora (v. članak Pokolj u Teznom), Celja (v. članak Barbarin rov), Kočevja (v. članak Pokolj na Kočevskom Rogu) i drugdje u Sloveniji, a u Hrvatskoj u okolici Krapine (v. članak Partizanski poslijeratni zločini u Maceljskoj šumi), Samobora, Karlovca, Siska, Bjelovara i drugdje. Znatan broj ljudi pomro je od iscrpljenosti i zaraznih bolesti u raznim logorima koje su osnovale komunističke vlasti. Masovno stradanje trajalo je od svibnja do kolovoza 1945. godine. Opća amnestija proglašena je 3. kolovoza 1945., ali je ubijanja (iako u manjem obimu) bilo i kasnije. Postoje vrlo različite procjene broja ubijenih tako da na primjer Hrvatska enciklopedija navodi brojeve od 45.000 do 200.000; Hrvatski obiteljski leksikon od istog izdavača iz 2005. godine govori o nekoliko desetaka tisuća ubijenih. Najvjerojatniji broj Hrvata koje su pobile snage Jugoslavenske armije, prema stanju istraživanja 2007., je oko 60.000; daljnjih oko 20.000 je iz redova pripadnika drugih naroda - prvenstveno Slovenaca, Srba i Nijemaca.

## Odgovornost za Bleiburg

### Odgovornost Josipa Broza Tita i partizana
Pitanje odgovornosti Josipa Broza Tita - koji je u vrijeme ovih zločina držao čvrstu kontrolu nad svim vojnim snagama koje su izvršile pokolje - ostaje do danas kontroverzno pitanje u javnom mnijenju: naposljetku do danas (2014. god.) središnji trgovi i najznačajnije ulice u mnogim hrvatskim gradovima nose njegovo ime. Kako su tijekom jugoslavenske komunističke vladavine općenito skrivani dokazi o Bleiburgu i pokoljima koji su nakon njega uslijedili, tako tadašnja historiografija baš ništa nije rekla niti o ulozi Josipa Broza Tita u uspostavi brojnih stratišta za na Bleiburgu i drugim obližnjim mjestima zarobljene vojnike poraženih vojski i civile koji su ih slijedili na putu prema zapadu: naprosto jugoslavenski historičari uopće nisu spominjali bilo koji zločin kojega su tijekom rata i u poraću skrivili partizani, Jugoslavenska armija ili bilo koja organizacija jugoslavenske vlasti. U propagandi jugoslavenskog režima, prikazivalo se da je on nastao na moralno besprijekoran način, i da njegovo djelovanje nije okaljano baš nikakvim moralnim negativnostima. Neki od autora skloni J. B. Titu priznaju danas zločine, ali nalaze "dobre razloge" da se pristupi masovnom ubijanju: naime da je postojala "opasnost" da vojne snage NDH prijeđu na stranu zapadnih saveznika, čime bi bila ugrožena obnova Jugoslavije i uspostava komunističke vladavine.
Vladimir Geiger u više znanstvenih radova ukazuje na Josipa Broza Tita kao naredbodavca zločina. Neki drugi autori analiziraju iskaze očevidaca i literaturu iz "partizanskih" izvora koji smještaju Josipa Broza Tita (koji se prema dnevnim izvještajima iz "Vjesnika" nije u vrijeme pokolja nalazio u Beogradu, nego je obilazio gradove i vojne postrojbe na području sjeverozapada Hrvatske i Slovenije) izravno na stratišta i u aktivnosti usmjerene na ubijanje tisuća vojnih i civilnih zarobljenika.
Da je Josip Broz Tito naložio ubijanja, iznosi i Simo Dubajić, major Jugoslavenske armije koji je neposredno organizirao ubijanje barem 23.000 zarobljenika u pokolju na Kočevskom Rogu, te koji je o nizu zločina koje je počinio krajem II. svjetskog rata otvoreno progovorio u svojoj knjizi "Život, grijeh i kajanje" iz 2006. godine, a potom i u više intervjua za TV i pisane medije.
Tito je 26. svibnja 1945. u govoru pred građanstvom okupljenima na Kongresnom trgu u Ljubljani prilično jasno poručio: „Što se tiče onih izdajnika koji su se našli unutar naše zemlje, u svakom narodu posebice – to je stvar prošlosti. Ruka pravde, ruka osvetnica našeg naroda dostigla ih je golemu većinu, a samo jedan mali dio uspio je pobjeći pod krilo pokrovitelja izvan naše zemlje. Ta manjina više nikad neće gledati naše divne planine, naša rascvjetala polja. Ako bi se to ipak dogodilo, trajat će kratko.“
Dominik Vuletić u radu “Kazenopravni i povijesni aspekti bleiburškog zločina“ piše: “Odgovornost zapovjednika i ostalih najodgovornijih časnika na terenu poput Baste, Ostojića ili Dubajića nikako se ne smije promatrati izolirano. Oni su bili kotači u velikom represivnom stroju jugoslavenskoga komunističkog aparata. Pritom nisu postupali na svoju ruku, bez obzira na to što su neki od njih poput Baste imali dosta prostora za autonomiju, već su izvršavali naređenja i slijedili opći režimski smjer najokrutnijeg obračuna s neprijateljem... Organizacija koja je bila zadužena u najvećoj mjeri za provođenje totalitarne i represivne politike jest OZNA odnosno Odjeljenje za zaštitu naroda. Ta organizacija bila je glavni nositelj i provoditelj zločina. OZNA je osnovana odlukom Josipa Broza Tita od 13. svibnja 1944. god. Vrlo brzo stvorena je široka mreža suradnika OZNE sa svim jugoslavenskim postrojbama. Pritom se oslanjalo na vojno ustrojstvo jugoslavenskih snaga gdje je svaka jedinica uz redovnoga vojnog zapovjednika imala i političkog komesara. Takvo ustrojstvo preneseno je iz Staljinova modela reorganizacije Crvene armije tridesetih godina... Na čelu OZNE nalazio se načelnik koji je bio sve od njezina utemeljenja Aleksandar Ranković... Ranković u funkciji načelnika OZNE izravno je podređen Josipu Brozu Titu i između njih nema posrednika. Govoreći o odgovornosti samog Josipa Broza treba spomenuti da je on u vrijeme bleiburških događaja te marševa smrti koji su uslijedili bio predsjednik Vlade (DFJ), ministar obrane u toj Vladi, generalni sekretar partije (KPJ) te vrhovni zapovjednik svih jugoslavenskih oružanih snaga (prvo NOVJ a poslije Jugoslavenske armije), dakle de facto i de iure imao je kontrolu nad svim snagama te je bio najodgovornija osoba u zemlji. Jugoslavenske snage koje su sudjelovale u bleiburškim događajima postupale su po Titovim naređenjima i bile su pod njegovom kontrolom... O postojanju te kontrole svjedoči i stalna komunikacija između Josipa Broza i zapovjednika III. jugoslavenske armije Koste Nađa... 51. divizija, postrojba koja se našla u Bleiburgu dio je III. armije... 51. divizija i Milan Basta zajedno s cijelom III. jugoslavenskom armijom dobili su 17. i 18. svibnja nakon izvršenja bleiburških zločina i sprovođenja izručenih vojnika i civila natrag u Sloveniju od samog Tita nove vojne zadatke (jer je bila riječ o najisturenijim jugoslavenskim postrojbama) glede napetosti sa zapadnim saveznicima te su ih odmah izvršile. Dakle, ne može biti sumnje da je Josip Broz Tito imao punu efektivnu kontrolu nad postrojbama koje su sudjelovale u zločinima.“

#### Odnos jugoslavenskih partizana prema neprijateljskoj vojsci i civilima
U svibnju 1944. Tito osniva obavještajnu službu koju naziva Odjeljenje za zaštitu naroda (OZN ili OZNA) koju je ustrojio po uzoru na sovjetski NKVD. OZNA je bila vojna obavještajna služba i politički motivirana tajna policija Komunističke partije. U kolovozu 1944. utemeljio je i vojnu postrojbu naziva Korpus narodne obrane Jugoslavije (KNOJ) čija je izričita zadaća bila sigurnost i zaštita na oslobođenim teritorijima tj. "likvidacija četničkih, ustaških, bjelogardejskih i drugih antinarodnih bandi…obezbeđenje centralnih organa vlasti…Čišćenje tek oslobođenog teritorija". KNOJ je bio direktno podređen Josipu Brozu Titu koji je njime rukovodio preko načelnika Odeljenja za zaštitu naroda (OZN) Aleksandra Rankovića Marka. Prvi zapovjednik Korpusa narodne odbrane bio je Jovan Vukotić, a politički komesar Vlado Janić Capo, obojica naknadno proglašeni narodnim herojima Jugoslavije.
30. kolovoza 1944. Tito je ponudio amnestiju hrvatskim i slovenskim domobranima kao i četnicima, ako dezertiraju i priključe se partizanima do 15. rujna 1944. Nakon 15. rujna, svima koji se nisu priključili partizanima "sudit će narod". Na dan isteka ponude za amnestiju, Tito je naredio podređenima da nastave primati kasne prebjege. Slični pozivi ponavljani su i nakon isteka krajnjeg roka prvog ultimatuma iako su poznati i slučajevi ubojstva hrvatskih domobrana i nakon što su prebjegli partizanima. Samo dan prije isteka roka Kralj Petar II Karađorđević pozvao je četnike da se stave pod zapovjedništvo partizana nakon čega se veliki broj četnika doista priključio partizanima.
Nakon što su snage NOVJ stavile pod snagu područja Srbije u rujnu 1944. god., započele su ondje s masovnim ubijanjem osoba označenih kao "neprijatelji", ratnih zarobljenika i civila etničkih Nijemaca - Folksdojčera.. Strijeljanjima izvan ratnih operacija likvidirano je ondje više desetaka tisuća ljudi. Službeni Registar žrtava Komisije za tajne grobnice ubijenih posle 12. septembra 1944. pri Ministarstvu pravde Republike Srbije sadrži (stanje 6. kolovoz 2022.) podatke o 59.554 žrtava pobijenih od komunističkih vlasti krajem 1944. i tijekom 1945. godine. Komunističko vodstvo usvojilo je političku odluku o progonu iz zemlje njemačke etničke manjine ("Folksdojčera") koju su smatrali suodgovornom za nacističke zločine, kao i odluku o konfiskaciji njihove cjelokupne imovine. Zbog toga je Njemačka pokušala provesti evakuaciju ukupnog njemačkog stanovništva iz Jugoslavije u Reich, ali krajem 1944. bilo je još uvijek oko 150.000 Nijemaca u Vojvodini koju su kontrolirali partizani. Do svibnja 1945. većina njih je internirana u preko 40 koncentracijskih logora u regiji u kojima je umrlo oko 46.000 ljudi.
Ubijanja civila i ratnih zarobljenika uslijedila su i na područjima takozvane NDH, kako su dolazila pod kontrolu jugoslavenskih komunističkih snaga. Neki povjesničari tvrde da su u Zagrebu u svibnju 1945. god. pobijeni svi ranjeni i bolesni pripadnici osovinskih vojnika koji su se nalazili na liječenju u bolnicama; popisano je do danas poimenično 4.791 tih pobijenih ranjenika i bolesnika.

### Odgovornost Ante Pavelića i ustaša
Neki zapadni povjesničari pišu da, pored komunističkih jugoslavenskih vlasti, Pavelić i ustaše također snose odgovornost za Bleiburg. Tako npr. švicarski povjesničar Michael Portmann piše: “Odgovornost za Bleiburg u velikoj mjeri leži na Paveliću i samom ustaškom režimu: krvavi ustaški teror nad srpskim stanovništvom (prisilni prijelazi, protjerivanja i masovna ubijanja), odlučno savezništvo hrvatske države s nacističkom Njemačkom i – posljednje ali ne i najmanje važno – kao razloge za doista brutalnu partizansku odmazdu potrebno je navesti naredbu Pavelića da se ne preda, nego da se u borbi povuče do austrijske granice".[nedostaje izvor]
Tomasevich pak ocjenjuje: "Sada moramo postaviti stvarno fundamentalno pitanje, tj. tko je odgovoran za Bleiburg... O problemu Bleiburga očito se ne može raspravljati izdvojeno, kao što to ustaški i proustaški pisci redovno čine. On je tijesno povezan s uspostavom i općom politikom NDH, s ustaškim terorom usmjerenim protiv srpskoga stanovništva, s odlučnim savezom NDH s nacističkom Njemačkom i sa završnim nastojanjima ustaša da pobjegnu i da se povežu sa Zapadom protiv komunista. Stoga moramo zaključiti da je odgovornost za Bleiburg kolektivna odgovornost Pavelića i ustaškoga režima." Tomasevich dodaje, o odgovornosti koja stoji na jugoslavenskom komunističkom vodstvu: "Uništenje većega dijela kvislinških snaga zarobljenih na kraju rata - što je činjenica - bio je čin masovnoga terora i realizacija okrutne političke koncepcije, sličnog onome koji su prakticirale ustaše i četnici tijekom rata." Ivo Goldstein pak navodi da je razlika u tome što su ustaše počinile genocide, u kojima su masovno ubijani žene, djeca i stariji ljudi, po “grijehu” rođenja u drugoj vjeri ili nacionalnosti. Po drugoj strani Bleiburg je bio ratni zločin ubijanja gotovo isključivo razoružanih zarobljenika poraženih neprijateljskih vojski koje su četiri godine ratovale na strani nacista i fašista. "To nimalo ne anulira zločin Bleiburga, ali ga čini ipak različitim od Jasenovca".

### Kontroverze oko uloge savezničkih vojski u izručenju ratnih zarobljenika vojsci NOVJ
Okolnosti britanskog izručivanja žrtava kod Bleiburga jugoslavenskim počiniteljima dugo su predstavljale dobro čuvanu tajnu, o čijim neugodnim detaljima najinformiraniji sudionici trajno šute, a dokumentacija - makar je riječ o akciji koja uključuje veliki broj vojnih postrojbi, koje su na dnevnoj bazi stvarale mnogo dokumentacije o vojnim zadatcima, o kretanju postrojbi, o vojnicima, o raspolaganju streljivom, gorivom, hranom i drugim sredstvima i drugim aspektima svojeg djelovanja - je izrazito manjkava. Historiografija međutim prepoznaje da su se u zbivanjima 1945. na prostoru Austrije dogodile 'dvije kobne pogreške' - izručivanje Kozaka Crvenoj armiji, te istovremeno izručivanje "Jugoslavena" snagama JA koje su notorno ubijale zarobljene "kvislinge". Obje 'kobne pogreške' vezane su uz istu osobu, Harolda Macmillana, tadašnjeg opunomoćenog ministra pri glavnom štabu savezničkih snaga (kasnije promoviran u lorda Stocktona; Macmillan je 1957. godine postao premijerom Velike Britanije).
Nižim zapovjednicima na terenu je bilo posve jasno da zarobljenicima koji su izručeni Jugoslavenskoj armiji prijeti izrazito velika pogibelj. Okosnicu britanskih snaga činili su pripadnici britanske 16. pješačke regimente iz Durhama (16 DLI), koji su prije toga više mjeseci sudjelovali u teškim borbama s komunističkim partizanima u Grčkoj, te su bili izrazito nepovjerljivi prema postrojbama pod vodstvom jugoslavenskih komunista.  Zapovjednik britanskog 17. divizijuna poljske artiljerije (17 Fd RA) tako  zapisuje u ratni dnevnik divizijuna 15. svibnja 1945.: „Kasnije istog dana hrvatski zapovjednik odlučio je kapitulirati pred Jugoslavenima unatoč činjenici da su mnogi od njegovih ljudi pripadali organizaciji Ustaša i da će sigurno biti strijeljani.“ U izvještajima viših zapovjedništava, pak, nisu sadržana opažanja o nikakvoj opasnosti za zarobljenike (koji su i došli na austrijsku granicu jer su se plašili predati jugoslavenskim snagama), nego iskazuju jedan privid o urednom postupanju sa zarobljenicima, prema pravilima ratnog prava.
Prema istraživanju grofa Tolstoja, bitnu ulogu u provođenju odluke o izručenju odigrao je Harold Macmillan, tadašnji britanski ministar za Sredozemlje pri glavnom štabu savezničkih snaga, kojeg je na to mjesto 1942. god. postavio Winston Churchill. O važnosti te svoje službe Macmillan kasnije govori:
Macmillan, kako se bližilo proljeće 1945. godine, postaje sve više zaokupljen problemom odnosa s novim režimom maršala Tita u Jugoslaviji. Četvrtog je svibnja zabilježio u svoj dnevnik da se «naglo razvija nova glavobolja - Jugoslavenske armije prodiru u Julijsku krajinu i Austriju - u žestokoj utrci s Osmom armijom». Macmillan je bio iskusan politički savjetnik War Officea (Britansko ministarstvo rata), te čovjek u izravnom dodiru s premijerom, kabinetom i Foreign Officeom (Britansko ministarstvo vanjskih poslova).
Prije bleiburške krize, britanske su snage su prihvaćale predaju manjih vojnih postrojbi koje su dolazile s jugoslavenskog područja, a britanski su stražari sprječavali partizane u njihovim pokušajima da se dokopaju Hrvata. No, od 15. svibnja nadalje, politika britanskog 5. korpusa prema zarobljenim Hrvatima drastično se promijenila. Politika poštovanja ratnih zakona pretvorila se u politiku suradnje i podrške komunističkom režimu.
Zaokret je počeo 13. svibnja kada je Harold Macmillan stigao u Glavni stožer Petog korpusa britanske Osme armije. Macmillan je prije toga 12.svibnja otputovao u sjeveroistočnu Italiju, u sjedište Osme armije, kako bi se s generalom McCreeryjem konzultirao o sve lošijim odnosima s Titom. Namjera mu je, navodno, bila obavijestiti McCreeryja o političkoj situaciji, te od stručnjaka na licu mjesta dobiti vojnu procjenu situacije.
U tom trenutku nastaje preokret u Macmillanovu planu. Umjesto da je, kao što je bilo predviđeno, otputovao u Napulj, on iznenada avionom dolazi u Austriju. Tamo je proveo dva sata u razgovoru s Keightleyem i suradnicima. Taj susret poznat je pod nazivom Klagenfurtska zavjera. Što se dogodilo na tom sastanku, može se zaključiti samo iz događaja koji su uslijedili, jer Macmillan nikada nije otkrio razloge iznenadne promjene plana glede puta, kao ni teme diskusija koje su vođene s Petim korpusom. Prije Macmillanova dolaska zapisi ukazuju da Peti korpus nije imao ni namjeru, ni želju bilo koga predati. Po povratku u Napulj 14.svibnja Macmillan je uspio uvjeriti Alexanderovog izvršnog administrativnog časnika generala Robertsona da izda zapovijed o repatrijaciji Jugoslavenskih državljana jugoslavenskim a Kozaka sovjetskim komunistima.

#### Odluka Amerikanaca i Britanaca da predaju zarobljenike komunističkim saveznicima
Kasno te noći 14. svibnja američki politički savjetnik Kirk - nakon konzultacija s MacMillanom - poslao je svom Ministarstvu u Washington izvještaj sljedećeg sadržaja:
Robertson je zapovijed zaključio uputom:
Kopije zapovijedi poslane su šefu Glavnog stožera, generalu Morganu, koji je upravo krenuo na dužu misiju u sjevernu Italiju i Austriju.
Kirk nije znao da je tog popodneva (14. svibnja) u 14:30 general Robertson već odaslao zapovijed (FX 75383) Petom korpusu, odnosno Keightleyu da se 'Rusi' tj. Kozaci što hitnije predaju Staljinovim snagama. Ni jedna kopija te zapovijedi nije poslana na znanje Kirku, što znači da je cijela akcija provedena bez američkog pristanka. Ta je zapovijed služila kao temelj časnicima Petog korpusa za izvršenje repatrijacije zarobljenika i izbjeglica, koje su se provodile tijekom cijele druge polovice svibnja. 
State Department nalaže Kirku 16. svibnja da uloži službeni protest AFHQ-u. Od Glavnog je stožera, Alexander tražio daljnje upute i pomoć pri «konačnom raščišćavanju prenatrpanog ljudstva u južnoj Austriji. Hitno tražimo uputstva za konačno razmještanje Jugoslavena i Kozaka. Ako bi ih se vratilo u zemlju podrijetla ,bilo bi fatalno za njihovu dobrobit…» Ministarstva vanjskih poslova Amerike i Velike Britanije potom se usuglašuju da je najbolje da postrojbe koje se žele predati britanskim i američkim snagama budu razoružane i poslane u logore u sjevernoj Italiji u kojima će biti podvrgnuti ispitivanjima. Sukladno tom stavu, upravo je sam Alexander 17.svibnja izdao zapovijed, poznata još pod nazivom 'Distone zapovijed' kojom se nalaže smještanje četnika i drugih jugoslavenskih zarobljenika i 'disidenata' iz Austrije u kampove u sjevernoj Italiji, kod Distonea, naravno ako se oni ne žele sami predati 'svojim' vlastima, tj. Titu. Kirk je smatrao da je sada sve riješeno i da je sve u skladu s odlukama, te da ne postoji mogućnost repatrijacije bjegunaca. Stoga on 18.svibnja javlja američkom Ministarstvu vanjskih poslova da je Alexander izdao zapovijed koja je zamijenila Robertsonovu, te da jugoslavenski zarobljenici više nisu ugroženi.
No američki politički savjetnik je prevaren. Tek nakon dva mjeseca Kirk će otkriti da su zarobljenici već 16. svibnja 1945. godine predani Titovim snagama.
U međuvremenu se u Sloveniji provode masovni pokolji Hrvata, a oni koji tek stižu upućeni su Šestom odredu specijalnih snaga, posebnoj postrojbi koja je bila sposobna ispuniti osjetljive i tajne zadatke koji će ostati nepoznati uobičajenoj vojnoj liniji zapovijedanja. Jedinica je bila stacionirana na austrijsko-jugoslavenskoj granici, te je osigurala suradnju u predaji zarobljenika snagama JA na način da regularne britanske snage ništa ne doznaju o pokoljima. Umjesto u Italiju, zarobljenici su se slali Titovim trupama koje su potom preuzele 'pošiljku'. Za transport, kao i za sporazum s Ivanovićem bio je zadužen brigadir Toby Low (kasnije proizveden za lorda Aldingtona).
Kada je 21. svibnja general McCreery zatražio objašnjenje je li Robertsonova zapovijed u skladu s politikom Glavnog stožera, feldmaršal Alexander po prvi puta - tako proizlazi iz službene korespondencije - doznaje za njezino postojanje. Iz toga bi proizlazilo da su MacMillan i general Robertson na svoju ruku donijeli zapovijed kojom su Petom korpusu nalaže da izruči jugoslavenske zarobljenike Titovim partizanima i Kozake Staljinu, usprkos tome što su upute koje je MacMillan dobio od vlada Velike Britanije i Sjedinjenih Država] izričito zabranjivale takvo postupanje. Međutim je rasvjetljavanje događaja jako otežano, jer je čitav arhiv MacMillanovog ureda u Glavnom štabu savezničkih snaga (AFHQ) nestao pod nerazjašnjenim okolnostima.

#### Status predanih Hrvata prema međunarodnom ratnom pravu
U zapovijedi generala Robertsona, napisano je bilo sljedeće: »Svi predani vojnici jugoslavenske nacionalnosti, koji su služili njemačku vojsku, trebaju se razoružati i predati jugoslavenskim postrojbama». Priznata interpretacija Ženevske konvencije je da uniforma određuje nacionalnu pripadnost. Ako su Hrvati smatrani pripadnicima njemačke vojske - a neporecivo je da je bilo i takvih Hrvata koji su služili u postrojbama njemačke vojske poput 369. divizije Wehrmachta, onda su trebali biti i tretirani kao njemački ratni zarobljenici. Međutim, Aldington nije pokušao saznati državnu pripadnost ili status nijedne ruske i jugoslavenske zarobljene čete.
Civili su imali status izbjeglica, civila kojima treba pružiti zaštitu od progonitelja. Britanci zaštitu izbjeglicama s Bleiburga nisu pružili.
Za vrijeme suđenja povjesničaru Nikolaju Tolstoju 1989. u Londonu, lord Aldington i njegov suradnik iz 5. korpusa 1945. godine, brigadir Tryon-Wilson, opravdavali su se Tyron-Wilsonovom tvrdnjom da su ubijeni civili bili tretirani kao simpatizeri tadašnje hrvatske vojske. Namjera te tvrdnje[činjenica?] bila je opravdati uključenje civila među vojnike NDH koji su bili izručeni Titovim četama, iako civili nisu bili spomenuti u zapovijedi koju je navodno 5. korpus izvršio. Iako je taj plan Aldingtonu služio za ostvarenje cilja u to vrijeme, u stvarnosti samo je pogoršao prekršaj međunarodnog prava. Članak 81. u Ženevskoj konvenciji 1929. g. govori o tome da i civili koji su simpatizeri određene vojske imaju pravo biti tretirani kao ratni zarobljenici.

## Hrvatska stradanja u brojkama
Tuđman citira savezničke izvještaje po kojima je novim vlastima s Bleiburga i iz ostalih dijelova Austrije do 1. lipnja 1945 sveukupno izručeno 26.399 pripadnika “jugoslavenskih kvislinških postrojbi” (kasnije se taj broj povećao na 29.792 zarobljenika), od tih 12.196 Hrvata, 5.480 Srba, 8.263 Slovenaca, te 400 Crnogoraca. Kosta Nađ, zapovjednik 3. armije, koja je vodila sve bitke na austrijskoj granici, navodi da je bilo ukupno 109.000 zarobljenika, od čega 40.000 pripadnika HOS-a (ustaša i domobrana). Ivan Dolničar, koji je 1945. bio polički komesar jedne slovenske brigade, u službenom glasilu KPJ "Borba" 1949. god., u kojemu se citira Saopštenje Ministarstva unutrašnjih poslova FNRJ iz iste godine: prema tom izvoruu, u operacijama na kraju rata je bilo "zarobljeno 341.405 neprijateljskih vojnika, od kojih je: '221.287 okupatorskih vojnika… i 120.150 kvislinških vojnika'. Grahek-Ravančić piše kako Dolničarove tvrdnje nisu potvrđene u dokumentima.Prema izvješću opunomoćenika OZNA-e Dimitrija Georgijevića načelniku te službe zamjeniku maršala Tita Aleksandru Rankoviću od 12. srpnja 1945. godine, u tada uspostavljenim logorima u Jugoslaviji bilo je vrlo mnogo zarobljenih vojnika poraženih vojski, među kojima bilo 81 tisuća Nijemaca, po nešto manje od tisuću Austrijanaca i Mađara, 12 tisuća Talijana, oko 500 četnika i oko 20 tisuća Hrvata, pripadnika HOS-a.
Prema Operativnom izvještaju Štaba III. Jugoslavenske armije o djelovanju u razdoblju od 8. do 23. svibnja 2024. god. (njene su postrojbe provele većinu, makar ne i sve, aktivnosti u tom razdoblju) zarobljeno je 105 tisuća neprijateljskih vojnika, od toga 40.000 njemačkih, 60.000 pripadnika HOS-a, te oko 5.000 četnika. Neke niže postrojbe u svojim izvješćima govore da im je povjereno sprovođenje zarobljenika prema istoku, a druge pak da  sudjeluju u masovnim ubijanjima zarobljenika već na području Slovenije.
Franjo Tuđman, koji je tokom Bleiburga bio jedan od Hrvatska koji su djelovali pri Vhovnom štabu JNA u svojoj knjizi Bespuća povijesne zbiljnosti, u poglavlju "Bleiburški mit", navodi da je kod Bleiburga došlo do "paroksizma uveličavanja" žrtvi na 500.000 i više, slično Jasenovcu. Tuđman u svojim radovima iz 1980.-ih godina navodi 35 do 40 tisuća žrtvi u svemu vezano za Bleiburg. Tuđman također citira savezničke izvještaje po kojima je novim vlastima s Bleiburga i iz ostalih dijelova Austrije do 1. lipnja 1945 sveukupno izručeno 26.399 pripadnika “jugoslavenskih kvislinških postrojbi” (kasnije se taj broj povećao na 29.792 zarobljenika), od tih 12.196 Hrvata, 5.480 Srba, 8.263 Slovenaca, te 400 Crnogoraca.
Martina Grahek-Ravančić iz Hrvatskog instituta za povijest, smatra da su (2005. god.) najpreciznije i najšire prihvaćene brojke o hrvatskim žrtvama, procjene hrvatskog demografa Vladimira Žerjavića; koji navodi 33.300 žrtava nakon predaje, plus 11.600 žrtvi tokom vojnih akcija prije predaje. Također piše da su tvrdnje o između 200.000 i 600.000 žrtvi sigurno pretjerane, te su višekratno veće od procjena sveukupnih hrvatskih žrtvi rata i poraća na sve strane - to jest 192.000 - od demografa Žerjavića.
1991. nove hrvatske vlasti su osnovale Komisiju za utvrđivanje ratnih i poratnih žrtava, s Vicom Vukojevićem na čelu. Komisija je u svom radu "stavila naglasak na žrtve komunističkog režima." Crkva u Hrvatskoj i BiH je naveliko sudjelovala u radu Komisije, brojni župnici su prikupili podatke o žrtvama rata i poraća u svojim mjestima. Uključili su se znanstvene institucije kao Hrvatski institut za povijest, te emigratske organizacije i istraživači. Koristili su i rad svećenika te bivšeg ustaškog potpukovnika Krunoslava Draganovića, koji je pomogao brojnim ustašama i Nacistima u bijegu iz Europe, te se 20 godina bavio prikupljanjem dokumentacije o Bleiburgu. Komisija je djelovala 11 godina, u zadnjem izvještaju navodi popis ukupno 13.300 Hrvata iz Hrvatske i BiH stradalih u događajima povezanima s Bleiburgom, što je ujedno i najopsežniji popis. Popis uključuje 5.503 pripadnika ustaške milicije, 3.101 hrvatskog domobrana, 2.492 nerazvrstana pripadnika Oružanih snaga te 2.204 ostalih ili neidentificiranih.
U nekim slučajevima postoje temeljitija forenzička istraživanja o pobijenima: tako je prigodom izgradnje autoceste kod stratišta u Teznom pronađeni na potezu dužine 70 m posmrtni ostaci 1179 žrtava, za koje se u najvećem dijelu može reći da su vojnici NDH, te su zasigurno među žrtvama i crnogorski četnici. Stručnjaci utvrđuju da je rov popunjen posmrtnim ostacima u dužini od 940 m, i Mitja Ferenc procjenjuje broj ondje zatrpanih tijela na oko 15.000. Usprkos slabe očuvanosti kostiju, Mitja Ferenc navodi da bi neke "mogle pripadati, osobama ženskog spola” (svjedoci koje Ferenc citra navode da je među zrtvama bilo članova ženskih ustaških postrojbi). Istraživanjem se ustanovljuje da su u ubijanju zarobljenika sudjelovali vojnici 6. (istočnobosanske) brigade 17. divizije JA. U zatvorenom rudničkom oknu Huda Jama kod Laškog ekshumirano je 726 kostura, koji pretežno pripadaju ratnim zarobljenicima - Hrvatima, koji su bili živi zazidani u rudnik; pretpostavlja se da se ondje nalaze ostaci ukupno oko 3000 žrtava. I za neka druga stratišta poput Kočevskog Roga i Maceljske šume također postoje relativno utemeljene procjene, s visokim brojem žrtva.
Zdravko Dizdar prema stanju literature 2005. godine govori o ukupno 62.000 do tada poimenično utvrđenih hrvatskih žrtava poratnih pokolja. Za te brojke Vladimir Geiger pak 2012. godine navodi da "iako statistički moguće, očito su grube procjene, jer (Dizdar) nije naveo koji su popisi žrtava i slične publikacije konzultirani, koliko je smrtnih slučajeva navedeno u pojedinačnim popisima i kako je izvršena provjera i revizija podataka." Geiger dodaje kako smatra da su Žerjavićeve procjene o 55.000 Hrvata i muslimana pobijenih u Bleiburškim događajima ipak preniske.
U vrijeme kada su kod Bleiburga jugoslavenske snage zarobile oko 100 tisuća pripadnika poraženih snaga NDH i njima sklonih civila, između 8 i 11 tisuća zarobljenika Britanci su privremeno bili smjestili u logor što su ga bili osnovali u mjestu Viktringu: međutim su i oni poslije predani Jugoslavenskoj armiji (JA) i skoro svi pobijeni. Prema izvještaju štaba 12. divizije JA sačinjenom odmah nakon događaja, 15. svibnja se na Bleiburgu predalo 93.000 "neprijateljskih vojnika", a njih 27 (ne 27 tisuća: 27 vojnika) je ubijeno.[nedostaje izvor]
Milan Basta - tada politički komesar 51. vojvođanske divizije (inače podrijetlom s područja Like, gdje je 1941. godine bio pristupio partizanima) i sudionik pregovora o predaji na Bleiburgu - piše 1980. godine o "predaji 100.000 Pavelićevih vojnika"; još oko 20.000 vojnika NDH da se predalo na drugim mjestima. O ubijanju zarobljenih "Pavelićevih vojnika" Basta ne govori baš ništa: on doduše u svojoj knjizi koja se u prvom redu bavi završnim operacijama u travnju i svibnju 1945. godine na čak 89 mjesta koristi on riječ "pokolj" - ali svaki pojedini put govoreći o zločinima koje su ranije tijekom ratnih godina činili "Pavelićevi vojnici".

## Otkrivanje istine o Bleiburgu nakon rata
Za čitavo vrijeme trajanja komunističke Jugoslavije, Bleiburg i Križni put se uopće nisu smjeli spominjati, te su za javnost u Hrvatskoj bili potpuna nepoznanica. Poneki preživjeli bi nešto u povjerenju ispričali bliskim osobama, te se eventualno moglo načuti potihu glasinu kako je veliki broj zarobljenih pripadnika HOS-a (ustaša i domobrana) bio pobijen 1945. godine.
1963. godine je u Buenos Airesu na španjolskom jeziku „Bleiburška tragedija hrvatskog naroda“. Urednik te knjige Ivo Bogdan je navodno baš zbog prikupljanja i objavljivanja dokumenata u Blaiburgu ubijen 1971. godine od strane agenata Udbe. 1975. godine su agenti Udbe ubili i Nikolu Martinovića, 65 godišnjeg poduzetnika iz Klagenfurta i preživjelog vojnika s Križnog puta, zbog iniciranja postavljanja spomenika bleiburškim žrtvama i pokretanj prvog tzv. Marša mira u Bleiburgu koji je trebao upoznati austrijsku i svjetsku javnost o zločinima Titova diktatorskog režima. Makar je taj marš ubojstvom Nikole Martinovića 1975. godine bio spriječen, već sljedeće 1976. godine skupina preživjelih Hrvata okupila se na bleiburškom polju, gdje je "svaki učesnik bio čuvan od četiri austrijska policajca iako im se prethodno preko prijetećih pisama prijetilo smrću. Istina se ipak više nije mogla zaustaviti.“
Do danas su zbivanja vezana uz postupanje s ratnim zarobljenicima koji su se predali Britancima uglavnom izučavana u slovenskim i hrvatskim izvorima. Značajan izuzetak na području historiografije predstavljaju djela austrijskog povjesničara Floriana Rulitza koji je 2011. godine objavio knjigu "Die Tragödie von Bleiburg und Viktring. Partisanengewalt in Kärnten am Beispiel der antikommunistischen Flüchtlinge im Mai 1945.", koja je prevedena na slovenski, engleski (2016.) i hrvatski jezik.
Krajem 1988. godine je o sudbini Hrvata koje su Britanci predali Jugoslavenskoj armiji na Bleiburgu, te Kozaka koje su Britanci 1945. godine predali Crvenoj armiji počeo pisati britanski autor grof Nikolaj Tolstoj koji je 1986. godine objavio knjigu "Ministar i pokolj". Odlukom suda knjiga je bila ubrzo zabranjena i povučena iz prodaje, pa čak i iz knjižnica, nakon što ga je umirovljeni britanski časnik Lord Aldington, raniji načelnik stožera felmdaršala Alexandera (te, kasnije, predsjednik britanske Konzervativne partije) tužio za klevetu, Tolstoj je zbog navodno neistinitih tvrdnji o ulozi britanskih snaga i njihovih zapovjednika bio osuđen platiti odštetu od čak 1,5 milijuna britanskih funti. U srpnju 1995. godine je Europski sud za ljudska prava jednoglasno odlučio da je takva presuda predstavljala povredu prava na slobodu izražavanja.

## Bleiburg danas
Udruga Počasni bleiburški vod nastoji podržati i njegovati sjećanje na žrtve odavanjem dostojne počasti svim žrtvama komunističkog pokolja u Bleiburgu. Udruga je osnovana početkom 1950.-ih godine: 1950. god. je prva grupa hrvatskih emigranata predvođenih Mirkom Karačićem posjetila Bleiburško polje i ondje dala prisegu da će njegovati spomen na poginule vojnike Hrvatskih oružanih snaga i hrvatske civile.
Na 6. je znanstvenom skupu Dani dr. Franje Tuđmana održanom 2013. godine, profesor Nedjeljko Mihanović ocijenio je kako je Bleiburg težak teret za britansku politiku. Tu činjenicu smatra razlogom što je Hrvatski sabor bio 2012. godine donio odluku kako više neće biti pokrovitelj obilježavanja spomena na bleiburšku tragediju.
2015. godine, pokroviteljstvo nad obilježavanjem 70. obljetnice bleiburške tragedije preuzela je Predsjednica Republike Hrvatske Kolinda Grabar-Kitarović; vjerske obrede u Bleiburgu predvodili su kardinal Josip Bozanić i zagrebački muftija dr. Aziz ef. Hasanović. Političke podjele u Hrvatskoj potaknule su tadašnjeg premijera Zorana Milanovića, predsjednik Hrvatskog sabora Josipa Leku (svi iz SDP) i ministra obrane Antu Kotromanovića da dan ranije iskažu počast žrtvama Križnog puta u Teznom kraj Maribora, na mjestu masovne grobnice snaga NDH i civila pobijenih u svibnju 1945. Premijer i predsjednik Hrvatskog sabora su poručili da su zločini koje su komunističke vlasti počinile na kraju Drugoga svjetskog rata, kazali su premijer i predsjednik parlamenta, okaljali su "pravednu borbu", a današnja Hrvatska osuđuje sve zločine počinjene u ime bilo koje ideologije. "Ovdje smo da odamo pijetet žrtvama komunističkog terora."

### Kontroverze u austrijskoj javnosti i sudska zabrana okupljanja
Zbog isticanja ustaških simbola na komemoracijama u Bleiburgu, desna austrijska vlada je 2019. zabranila ustaške, uz isilovske i druge terorističke simbole, a 2021. je k tome dodala i zabranu HOS-ovih obilježja s bijelim prvim poljem na šahiranom grbu, jer su fašistički. Austrijske vlasti su također uhitile i osudile sudionike skupa na Bleiburgu, zbog ustaških i nacističkih pozdrava.
U ožujku 2019. godine je katolička biskupija u Klangenfurtu otkazala gostoprimstvo hrvatskim biskupima, koji godinama predvode misna slavlja prigodom godišnjih komemoracija na Bleiburškom polju, uz objašnjenje da "ukupna slika ove manifestacije šteti ugledu Katoličke crkve i mogla bi s pravom poslužiti kao osnova da se, u slučaju da se izda dozvola za održavanje mise, Katoličkoj crkvi u Koruškoj predbaci instrumantalizacija jedne mise u političke svrhe i nedostatak distance prema fašističkom svjetonazoru“. Hrvatska biskupska konferencija reagirala je na taj čin priopćenjem, u kojem iznosi da je "sa žaljenjem je primila tu odluku i izražava svoje duboko neslaganje s razlozima koji se navode za takvu odluku i u cijelosti ih odbacuje." Nakon što je spomen misa na bleiburškom polju 2019. godine ipak održana, zbog protivljenja austrijskih političkih krugova, 2020., 2021. i 2022. god. komemoraciju Bleiburške tragedije se održavaju u Hrvatskoj.
Krajem 2021. grupa stručnjaka koju je ovlastilo austrijsko ministarstvo vanjskih poslova, preporučilo je trajnu zabranu komemoracije na Bleiburgu. Tadašnji ministar unutranjih poslova iz redova kršćansko-demokratskih konzervativaca, Karl Nehammer, tim je povodom izjavio: “U Austriji je veličanje teror-režima nedopustivo. Mi ćemo spriječiti svaki pokušaj širenja desno-ekstremnih i revizionističkih svjetonazora na skupovima.”
U travnju 2022. lokalne vlasti austrijske savezne pokrajine Koruške, uklonile su hrvatski grb s prvim bijelim poljem sa spomenika na Bleiburgu.
Premijer savezne pokrajine Koruške, Peter Kaiser (Socijaldemokratska stranka Austrije, SPÖ), u izjavi danoj u svibnju 2025. ustrajava na daljnjoj zabrani tog okupljanja, smatrajući ga "najvećim okupljanjem ekstremne desnice u Europi" i prostorom za "ekstremno desničarski revizionizam povijesti" koji pokušava "rehabilitirati tamna poglavlja povijesti". Kaiser je pritom reagirao na priopćenje Počasnog bleiburškog voda koji je podnio žalbu protiv zabrane okupljanja pri Austrijskom ustavnom sudu. Kaiser svoje stajalište temelji na tvrdnji da su ustaše, jednako kao i nacizam, bili režimi obilježeni "mržnjom, progonom, terorom i ubojstvom". Smatra da svaki pokušaj relativiziranja ili glorificiranja te ideologije predstavlja "pljusku žrtvama" i "opasan napad na temeljne demokratske vrijednosti" Austrije. Mišljenje koruškog premijera dijele i udruge poput Team Koruška te stranka Zeleni u Koruškoj. Glasnogovornica Zelenih u Koruškoj, Olga Voglauer, izjavila je da se ono što se odigravalo na Bleiburškom polju "direktno suprotstavlja temeljnim vrijednostima republike" i predstavlja "direktan udar na Austrijski državni ugovor". Povod za ovakve rekacije je uložena žalbu pri Austrijskom ustavnom sudu od strane Počasnog bleiburškog voda na odluku o zabrani okupljanja.

## Filmovi
- Četverored, igrani film
- Bleiburg: Titova dozvola za genocid, dokumentarni film

## Vanjske poveznice
- "Izručenja i sudbine zarobljenika smještenih u savezničkim logorima u svibnju 1945.", Martina Grahek Ravančić, "Časopis za suvremenu povijest" br. 2/2009, str. 391. – 416
- U deželi grob do groba...
- "Partizanska i komunistička represija i zločini u Hrvatskoj 1944. – 1946." - Dokumenti: Zagreb i Središnja Hrvatska, Hrvatski institut za povijest 2008
- Prilog istraživanju problema Bleiburga i križnih putova (u povodu 60. obljetnice), Zdravko Dizdar
- Martina Grahek Ravančić: Razmišljanja o broju pogubljenih i stradalih na Bleiburgu i križnom putu, Hrvatski institut za povijest, Zagreb
- V. Žerjavić: Manipulacije brojem žrtava 2. svjetskoga rata (engleski)  Arhivirana inačica izvorne stranice od 27. veljače 2021. (Wayback Machine)
- Operation Slaughterhouse - Bleiburški masakr kroz oči svjedoka (engleski)  Arhivirana inačica izvorne stranice od 8. veljače 2006. (Wayback Machine)
- "Kaznenopravni i povijesni aspekti bleiburškog zločina", "Pravnik" Vol 41. Br. 85/2007, Dominik Vuletić, Sveučilište u Zagrebu, 2007.
- Nikolai Tolstoy:Bleiburški pokolj  Arhivirana inačica izvorne stranice od 6. svibnja 2006. (Wayback Machine)
- 'We will demand the truth about the Bleiburg massacre', intervju s Nikolajem Tolstoyem, Executive Intelligence Review, Volume 21, Number 27, July 1, 1994.. Pristupljeno 18. svibnja 2021.
- Zapisnik saslušanja kod OZNE 24. siječnja 1946. ravnatelja GRAVSIGUR-a Eriha Lisaka, bliskog suradnika Ante Pavelića koji je surađivao u planiranju povlačenja HOS-a prema Bleiburgu, te u najbližoj Pavelićevoj grupi uspio izbjeći u Austriju (uredio Željko Karaula). Pristupljeno 3. travnja 2022.
- "Jesu li stradanja na Bleiburgu i Križnom putu zaslužena kazna?", Martina Grahek Ravančić, "CroFacta" 21. svibnja 2025. Pristupljeno 23. svibnja 2025.